# Гамурзиевский административный округ
Гамурзи́евский административный округ (ингуш. «До́шлакъий-Юрт») — один из четырёх административных округов города Назрань. Бывшее село Гамурзиево (до 1995 года).

## География
Расположен в восточной части города Назрань. На западе граничит с Альтиевским административным округом, на юго-западе — с Насыр-Кортским. Близлежащие населенные пункты: на юге расположено село Экажево, на востоке — сёла Барсуки и Гази-Юрт.

На территории Гамурзиевского административного округа расположен государственный архитектурный памятник — Крепость Назрань.

## История
В результате возвращения ингушей на равнину на территории современного Гамурзиевского административного округа к 1840 году было основано несколько небольших селений: Орасха-Юрт, Овлург-Юрт и др. После подавления Назрановского восстания военная администрация начала осуществлять план упразднения мелких селений (хуторов) и создания более крупных населенных пунктов. В это время возникают селения, часть из которых в настоящее время, помимо Гамурзиево, входят в черту г. Назрань на правах административных округов: Альтиево (Альтиевский административный округ), Насыр-Корт (Насыр-Кортский административный округ).
С 1944 по 1958 год, в период депортации чеченцев и ингушей и упразднения Чечено-Ингушской АССР, село носило название Рухс  (в переводе с осетинского — «свет, просвещение, культура»).
В 1995 году село Гамурзиево было упразднено, выведено из состава Назрановского района Республики Ингушетия, включено в городскую черту Назрани и преобразовано в Гамурзиевский муниципальный округ города Назрань.
В 2009 году переименован в Гамурзиевский административный округ.

## Население
| 2002    | 2006    | 2007    | 2008    | 2009    | 2010    | 2011    | 2012    |
| ------- | ------- | ------- | ------- | ------- | ------- | ------- | ------- |
| 10 785  | ↗11 179 | ↗11 260 | ↗11 342 | ↗11 458 | ↘9450   | ↗9463   | ↗9909   |
| 2013    | 2014    | 2015    | 2016    | 2017    | 2018    | 2019    | 2020    |
| ↗10 335 | ↗10 722 | ↗11 190 | ↗11 396 | ↗11 707 | ↗11 952 | ↗12 175 | ↗12 413 |
| 2021    | 2023    | 2024    | 2025    |         |         |         |         |
| ↗12 563 | ↗12 821 | ↗13 067 | ↗13 269 |         |         |         |         |

## Археология
Орудия мустьерской культуры были открыты В. П. Любиным в окрестностях Гамурзиево в 1961 году. Было установлено, что орудия обнаруженные в Гамурзиево изготавливались из местных пород, и, что в этой местности в эпоху мустье существовала небольшая мастерская по обработке камня. В Гамурзиево было найдено около 30 каменных мустьерских изделий преимущественно из андезита. Кремнёвые орудия эпохи верхнего палеолита обнаружены в Экажево.